# Bzenica
Bzenica (in ungherese Szénásfalu, in tedesco Senitz) è un comune della Slovacchia facente parte del distretto di Žiar nad Hronom, nella regione di Banská Bystrica.